# Magistral d'escacs Ciutat de Barcelona de 2015
El Magistral d'escacs Ciutat de Barcelona de 2015 fou el 20è Magistral, un torneig d'escacs que es jugà entre els dies 4 i el 8 de novembre de 2015 a Barcelona. Fou organitzat per la Federació Catalana d'Escacs (FCE) i patrocinat per l'Ajuntament de Barcelona i dirigit per Jordi Parayre i Soguero. En aquesta edició es jugà en les instal·lacions de la FCE al carrer Sant Adrià, núm.20 de Barcelona. Amb motiu del Magistral, el Gran Mestre Aleksandr Morozévitx va oferir, al Casinet d'Hostafrancs, una sessió de 20 partides simultànies amb el resultat de 17 victòries, dues taules d'Adrián Jiménez Ruano i Nico García López i una victòria a càrrec de Daniel Romero Castejón.

## Format i premis
El torneig repetí el format de l'edició del 2014 en què va ser jugat per round robin a 6 rondes, al ritme de 90 minuts les primeres 40 jugades més 30 minuts per acabar la partida amb 30 segons addicionals per jugada. La repartició de premis fou la següent: el primer classificat 2.000 euros més trofeu, el segon 1.500 euros més trofeu, el tercer 1.100 euros, el quart 800 euros, el cinquè 600 euros i el sisè 400 euros.

## Participants
La mitjana d'Elo dels participants fou de 2595, de categoria XIV. Els participants del Magistral varen ser els següents sis jugadors:
- GM Aleksandr Morozévitx (Rússia) 2711
- GM Csaba Balogh (Hongria) 2657
- GM Karèn H. Grigorian (Armènia) 2600
- GM Axel Bachmann Schiavo (Paraguai) 2593
- GM Marc Narciso Dublan (Catalunya) 2529
- IM Hipòlit Asis Gargatagli (Catalunya) 2483

## Resultats i classificació
El guanyador fou Aleksandr Morozévitx que es va imposar per millor desempat (major nombre de partides jugades amb negres) a Axel Bachmann Schiavo.
|   | Jugador                 | Elo  | 1 | 2 | 3 | 4 | 5 | 6 | Punts | P.N.[7] |
| - | ----------------------- | ---- | - | - | - | - | - | - | ----- | ------- |
| 1 | Aleksandr Morozévitx    | 2695 | * | 0 | ½ | 1 | ½ | 1 | 3,0   | 3       |
| 2 | Axel Bachmann Schiavo   | 2601 | 1 | * | ½ | ½ | ½ | ½ | 3,0   | 2       |
| 3 | Csaba Balogh            | 2645 | ½ | ½ | * | ½ | ½ | ½ | 2,5   | 3       |
| 4 | Hipòlit Asis Gargatagli | 2483 | 0 | ½ | ½ | * | 1 | ½ | 2,5   | 2       |
| 5 | Karèn H. Grigorian      | 2616 | ½ | ½ | ½ | 0 | * | ½ | 2,0   | 3       |
| 6 | Marc Narciso Dublan     | 2529 | 0 | ½ | ½ | ½ | ½ | * | 2,0   | 2       |

## II Torneig promoció Ciutat de Barcelona
Dins de les activitats del Magistral de 2015, es varen fer dos torneigs tancats entre sis millors jugadors sub10 i sub12.

### Resultats Sub-10
|   | Jugador               | Elo  | 1 | 2 | 3 | 4 | 5 | 6 | Punts | Des. |
| - | --------------------- | ---- | - | - | - | - | - | - | ----- | ---- |
| 1 | Nicolás Jiménez Muñoz | 1385 | * | 1 | ½ | 1 | 1 | 1 | 4,5   | 9,25 |
| 2 | Jan Travesset Sagre   | 1344 | 0 | * | 1 | 1 | 1 | 1 | 4,0   | 6,50 |
| 3 | Josep Navajas Àlvarez | 1175 | ½ | 0 | * | ½ | 1 | ½ | 2,5   | 4,75 |
| 4 | Daniel Àlvarez Albiol | 1263 | 0 | 0 | ½ | * | 1 | 1 | 2,5   | 2,75 |
| 5 | Èdgar Roca Planas     | 1269 | 0 | 0 | 0 | 0 | * | 1 | 1,0   | 0,50 |
| 6 | David Acevedo Egido   | 0    | 0 | 0 | ½ | 0 | 0 | * | 0,5   | 1,25 |

### Resultats Sub-12
|   | Jugadors                   | Elo  | 1 | 2 | 3 | 4 | 5 | 6 | Punts | Des. |
| - | -------------------------- | ---- | - | - | - | - | - | - | ----- | ---- |
| 1 | Guerau Masagué Artero      | 1682 | * | 1 | 0 | 1 | 1 | 1 | 4,0   | 7,00 |
|   | Llibert Céspedes Llaverias | 1765 | 0 | * | 1 | 1 | 1 | 1 | 4,0   | 7,00 |
|   | Víctor Àlvarez Albiol      | 1933 | 1 | 0 | * | 1 | 1 | 1 | 4,0   | 7,00 |
| 4 | Àlex Bes Àlvarez           | 1132 | 0 | 0 | 0 | * | 1 | ½ | 1,5   | 1,25 |
| 5 | Anaís Garcia Ramos         | 1488 | 0 | 0 | 0 | 0 | * | 1 | 1,0   | 0,50 |
| 6 | Eduard Cano Vila           | 0    | 0 | 0 | 0 | ½ | 0 | * | 0,5   | 0,75 |